# Puccinia cameliae
Puccinia cameliae är en svampart som beskrevs av Arthur 1915. Puccinia cameliae ingår i släktet Puccinia och familjen Pucciniaceae.   Inga underarter finns listade i Catalogue of Life.